# Holy Fvck Tour
L'Holy Fvck Tour è il settimo tour musicale della cantante statunitense Demi Lovato, a supporto del suo ottavo album in studio Holy Fvck (2022).

## Scaletta
1. Holy Fvck
2. Freak
3. Substance
4. Eat Me
5. Confident
6. Here We Go Again
7. Remember December
8. La La Land (contiene elementi di La La)
9. Don't Forget
10. The Art of Starting Over
11. 4 Ever 4 Me (contiene elementi di Iris)
12. Sorry Not Sorry
13. City of Angels
14. Skyscraper
15. 29
16. Heart Attack
17. Skin of My Teeth
18. Happy Ending
19. Cool for the Summer

## Date del tour
| Data              | Città             | Stato               | Luogo                                     | Artisti d'apertura  |
| Nord America      | Nord America      | Nord America        | Nord America                              | Nord America        |
| ----------------- | ----------------- | ------------------- | ----------------------------------------- | ------------------- |
| 13 agosto 2022    | Springfield       | Stati Uniti         | Illinois State Fairgrounds                | Iyla                |
| 14 agosto 2022    | Des Moines        | Stati Uniti         | Iowa State Fairgrounds                    | Iyla                |
| Sud America       |                   |                     |                                           |                     |
| 30 agosto 2022    | São Paulo         | Brasile             | Espaço Unimed                             | Tuyo                |
| 31 agosto 2022    | São Paulo         | Brasile             | Espaço Unimed                             | Tuyo                |
| 2 settembre 2022  | Belo Horizonte    | Brasile             | Stadio Mineirão                           | Jennifer Souza      |
| 4 settembre 2022  | Rio de Janeiro    | Brasile             | Barra Olympic Park                        | N.D.                |
| 7 settembre 2022  | Bogotà            | Colombia            | Movistar Arena                            | Pavlo               |
| 9 settembre 2022  | Buenos Aires      | Argentina           | Movistar Arena                            | Odd Mami            |
| 13 settembre 2022 | Santiago del Cile | Cile                | Movistar Arena                            | Dani Ride           |
| Nord America      |                   |                     |                                           |                     |
| 22 settembre 2022 | Wheatland         | Stati Uniti         | Hard Rock Live Sacramento                 | Dead Sara           |
| 23 settembre 2022 | Reno              | Stati Uniti         | Grand Sierra Theatre                      | Dead Sara           |
| 25 settembre 2022 | Portland          | Stati Uniti         | Theater of the Clouds                     | Dead Sara           |
| 27 settembre 2022 | San Francisco     | Stati Uniti         | SF Masonic Auditorium                     | Dead Sara           |
| 28 settembre 2022 | Inglewood         | Stati Uniti         | YouTube Theater                           | Royal & the Serpent |
| 30 settembre 2022 | Las Vegas         | Stati Uniti         | Venetian Theatre                          | Royal & the Serpent |
| 3 ottobre 2022    | Denver            | Stati Uniti         | Fillmore Auditorium                       | Royal & the Serpent |
| 9 ottobre 2022    | Wallingford       | Stati Uniti         | Toyota Oakdale Theatre                    | Royal & the Serpent |
| 10 ottobre 2022   | Washington, D.C.  | Stati Uniti         | The Anthem                                | Royal & the Serpent |
| 12 ottobre 2022   | Filadelfia        | Stati Uniti         | The Met Philadelphia                      | Royal & the Serpent |
| 13 ottobre 2022   | Boston            | Stati Uniti         | MGM Music Hall at Fenway                  | Royal & the Serpent |
| 15 ottobre 2022   | Toronto           | Canada              | History                                   | Royal & the Serpent |
| 16 ottobre 2022   | Montréal          | Canada              | L'Olympia                                 | Royal & the Serpent |
| 18 ottobre 2022   | New York City     | Stati Uniti         | Beacon Theatre                            | Royal & the Serpent |
| 19 ottobre 2022   | New York City     | Stati Uniti         | Beacon Theatre                            | Royal & the Serpent |
| 21 ottobre 2022   | Charlotte         | Stati Uniti         | Charlotte Metro Credit Union Amphitheatre | Dead Sara           |
| 23 ottobre 2022   | Atlanta           | Stati Uniti         | Coca-Cola Roxy                            | Dead Sara           |
| 25 ottobre 2022   | Nashville         | Stati Uniti         | Ryman Auditorium                          | Dead Sara           |
| 28 ottobre 2022   | Tampa             | Stati Uniti         | Seminole Hard Rock                        | Dead Sara           |
| 30 ottobre 2022   | Hollywood         | Stati Uniti         | Hard Rock Live                            | Dead Sara           |
| 1º novembre 2022  | New Orleans       | Stati Uniti         | The Fillmore New Orleans                  | Dead Sara           |
| 3 novembre 2022   | Houston           | Stati Uniti         | 713 Music Hall                            | Dead Sara           |
| 6 novembre 2022   | Irving            | Stati Uniti         | The Pavilion at Toyota Music Factory      | Dead Sara           |
| 9 novembre 2022   | Detroit           | Stati Uniti         | Fox Theatre                               | Royal & the Serpent |
| 10 novembre 2022  | Rosemont          | Stati Uniti         | Rosemont Theatre                          | Royal & the Serpent |
| Asia              |                   |                     |                                           |                     |
| 18 marzo 2023     | Dubai             | Emirati Arabi Uniti | Coca-Cola Arena                           | Greg Pearson        |